# Covenanter

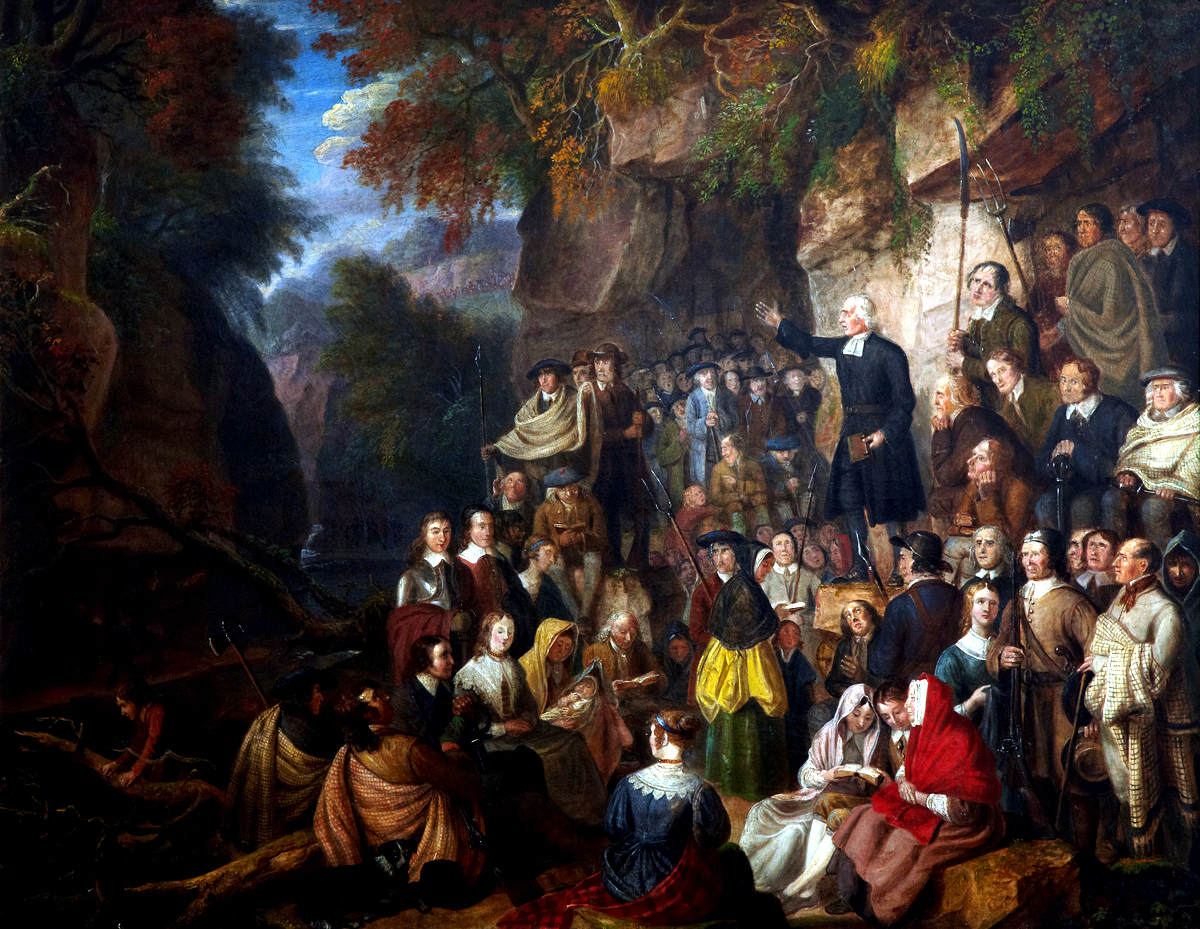
En olaglig konventikel. Covenanters in a Glen, målning av Alexander Carse.

Covenanter var en skotskt presbyteriansk rörelse som spelade en viktig roll i Skottlands historia och i mindre utsträckning i Englands och Irlands under 1600-talet. Covenant eller convenant (av latinets convenire, överenskomma) var namnet på de förbund, som de presbyterianska skottarna under 1500- och 1600-talen ingick dels med sina kungar och dels med varandra för att upprätthålla sin trosfrihet mot de romerska katolikerna och de episkopala. Speciellt gäller beteckningen förbunden av år 1581 och 1638.